# Élections législatives de 2013 à Sainte-Hélène
Les élections législatives de 2013 à Sainte-Hélène se déroulent le 17 juillet 2013. Douze candidats indépendants sont élus membres du Conseil législatif de Sainte-Hélène. 

## Contexte
Ces élections sont les premières depuis un changement dans le mode de scrutin, passé de deux circonscriptions plurinominales de six sièges chacune, à une seule de douze sièges.

## Système politique et électoral
L'île de Sainte-Hélène fait partie du territoire d'outre-mer du Royaume-Uni de Sainte-Hélène, Ascension et Tristan da Cunha dans l'océan Atlantique organisé sous la forme d'une monarchie parlementaire. L'île fait partie de la Couronne britannique et la reine du Royaume-Uni Élisabeth II en est nominalement chef de l'État. Elle est représentée par un gouverneur, actuellement Michael Clancy.
Le conseil législatif est un parlement unicaméral composé de 15 députés dont trois ex officio — le secrétaire en chef, le secrétaire des finances et le procureur général, nommés par le gouverneur —, et 12 personnes élues pour 4 ans selon un mode de scrutin plurinominal majoritaire dans une unique circonscription. Les habitants ont autant de votes qu'il y a de sièges dans leur circonscription, à raison d'un vote par candidats. Les 12 candidats ayant reçu le plus de votes sont déclarés élus.
Les élections de 2013 sont les premières organisées depuis un changement du mode de scrutin, la circonscription de douze sièges étant auparavant subdivisée en deux circonscriptions de six sièges chacune.

## Résultats
Chaque électeur peut voter pour jusqu'à douze candidats différents, ce qui porte le nombre de voix à un total bien supérieur au nombre d'électeurs.
| Candidats                 | Voix  | Résultat |
| ------------------------- | ----- | -------- |
| Ian Sebastian Rummery     | 894   | Elu      |
| Lawson Arthur Henry       | 857   | Elu      |
| Nigel Dollery             | 845   | Elu      |
| Christine Scipio-O'Dean   | 771   | Elu      |
| Cyril Robert George       | 711   | Elu      |
| Leslie Paul Baldwin       | 680   | Elu      |
| Brian William Isaac       | 678   | Elu      |
| Derek Franklin Thomas     | 594   | Elu      |
| Anthony Arthur Green      | 570   | Elu      |
| Wilson Charles Duncan     | 536   | Elu      |
| Gavin George Ellick       | 511   | Elu      |
| Bernice Alicia Olsson     | 502   | Elu      |
| Audrey Mavis Constantine  | 419   |          |
| Brenda Elaine Moors       | 405   |          |
| Stedson Robert George     | 355   |          |
| Earl Hilton Henry         | 338   |          |
| Cyril Keith Gunnell       | 230   |          |
| Mervyn Robert Yon         | 202   |          |
| Lionel George Williams    | 188   |          |
| Raymond Kenneth Williams  | 153   |          |
|                           |       |          |
| Votes blancs et invalides | 6     | -        |
| Total des votants         | 1 267 | 12 élus  |
| Inscrits / participation  | 2 309 | 54,87    |